# 南阿蘇ホリデーパーク
南阿蘇ホリデーパーク(みなみあそホリデーパーク)は、熊本県阿蘇郡南阿蘇村にかつて存在したレジャー施設。食事、宿泊、体験を売りにしている。

## 概要
2019年(令和元年)6月27日にオープンし、株式会社ラックプランホリデイパークにより運営されている物産館、飲食店、動物ふれあい広場、ステージ施設等を併設する複合レジャー施設。2020年(令和2年)7月に、日本RV協会が推進するRVパークに認定。
2021年（令和3年）1月17日をもって休業。再開はコロナ収束後を予定とのこと。
2023年（令和5年）4月1日リニューアルオープン。
2024年（令和6年）6月16日をもって閉業。

## 施設
- 駐車場　120台（大型6台駐車可）
  - バイク駐車場　あり
  - 車中泊専用駐車場　2台
- トイレ
  - 男：2か所
  - 女：3か所
  - 多目的トイレ：1か所（赤ちゃんベッド付）
- レストラン 「WISHBONE」

フライドチキン専門店。展望が良い。全品テイクアウトOK。
- キャンプ及びオートキャンプ場
- BBQテラス 1人前 3,500円（2名様より注文可）要予約。
- ドーナツ店「シュガリードーナツ」
2023年4月7日オープン予定。店内での飲食も可能。
- 森の遊び場「キッズフォレスト」
手作りのブランコや竹滑り台などがある、自然の遊び場。ハンモックもあり。屋内キッズパークもあり。
- ステージイベント「アース戦士ジオンガ」ショー（不定期開催・雨天中止）
お子さんに人気のローカルヒーローショー。「火山灰まき太郎」などユニークな敵キャラと阿蘇を守るため戦う。ショーの後にはダンスショーや写真撮影会もあり。

## 過去に存在した施設
- 物産館「れいわマルシェ」（10:00 - 17:00）
熊本土産やスイーツ、野菜やお惣菜、ハンドメイド雑貨などが揃う物産館。
南阿蘇エリアのパンフレットなど、情報コーナーもあり。
- ソフトクリーム「Sunnyplace」(サニープレイス)（11:00 - 17:00）
ジャージー牛乳使用のソフトクリームや南阿蘇産いちごのかき氷、あか牛串やたこ焼きなど幅広い品揃え。
- コーヒー、ピザ「CALMBURN」(カームバーン)（11:00 - 17:00）
南阿蘇の湧水を使用したドリップコーヒーが名物。
ピザなどの軽食もでき、イートインも可能。
- うさぎふれあい広場「なごみ」(10:00 - 15:00)
保護うさぎ約30匹のふれあいができる。エサ付きで入場料300円。
2020年7月ＯＰＥＮ。
- 子ども服「fun fair」（2020年秋OPEN予定）海外から仕入れたbaby～130cmの子ども服を販売。
- 流木雑貨「one life art」（2020年秋OPEN予定）流木を使った雑貨、マクラメ雑貨、アクセサリー等ハンドメイドの作品を販売。
- セルフBBQ施設
食べ物、飲み物の持込OKのセルフBBQコーナー。1テーブル5名まで利用可能で、2名分のお肉セットと、炭などの火起こしセットが付いて5,500円。11時～17時。

## 休館日
- 月曜・火曜日

## アクセス
- 県道28号 - 南阿蘇トンネル出口付近

## 周辺
- 宝来宝来神社
- ASOシルクロードギャラリー
- 道の駅あそ望の郷くぎの